# Mwaniko (Mwanga)
Mwaniko ist ein Verwaltungsbezirk (Ward) des Distrikts Mwanga in der tansanischen Region Kilimandscharo.

## Geografie
Mwaniko liegt im Nordosten von Tansania rund 45 Kilometer Luftlinie südöstlich der Regionshauptstadt Moshi. Der Bezirk liegt in einer Höhenlage zwischen 1000 und 1800 Metern im nordöstlichsten Teil des Pare-Gebirges, das nach Westen, Norden und Osten steil abfällt. Er  grenzt im Nordwesten an Kivisini, im Osten an Jipe, im Süden an Kifula und im Westen an Msangeni. Bei der Volkszählung 2022 lebten 7272 Menschen in 1831 Haushalten auf einer Fläche von 34,5 Quadratkilometern.

## Gliederung
Der Bezirk besteht aus vier Gemeinden (Mtaa) mit 22 Orten (Kitongoji):
| Mwaniko - Marinyi - Ng’anga - Sechuni - Mwaniko - Mrera | Mangio - Mangio - Mcheni - Mwero - Mruma - Vongo | Vuchamangofi - Ngofi - Kitaloni - Vungi - Kighu - Ubangi - Mrerenyi - Vongo - Malata | Mriti - Mriti Kati - Dongodo - Mwate - Mchambo |

## Wirtschaft und Infrastruktur
- Gesundheit: Im Bezirk liegen zwei staatliche Apotheken, je eine in Mangio[8] und in Vuchamangofi.[9]
- Bildung: In Mwaniko gibt es vier weiterführende Schulen,[10] die Chaangaja Secondary School,[11] die Mangio Secondary School,[12] die Ubangi Secondary School[13] und die Vuchama-Ugweno-Islamic Secondary School.[14] Sie bilden Jugendliche bis zur 4. Stufe aus.